# Großsteingrab Eickhof
Das Großsteingrab Eickhof war eine megalithische Grabanlage der jungsteinzeitlichen Trichterbecherkultur bei Eickhof, einem Ortsteil von Warnow im Landkreis Rostock (Mecklenburg-Vorpommern). Es wurde im 19. Jahrhundert zerstört.

## Lage
Das Grab befand sich in einem kleinen Waldstück bei Eickhof nahe dem Ufer der Warnow. Knapp 2 km von seinem ursprünglichen Standort steht noch heute das Großsteingrab von Klein Görnow. Auch nahe dem Nachbarort Eickelberg gab es ursprünglich ein Großsteingrab.

## Beschreibung
Nach Carl August Schwerdtfeger besaß das Grab 1839 noch eine nordwest-südöstlich orientierte ovale Hügelschüttung mit einer Länge von 60 Schritt (ca. 45 m) und einer Breite von 10 Schritt (ca. 7,5 m). Die Umfassung bestand noch aus 30–40 Steinen. Die Grabkammer war nicht sichtbar. Ewald Schuldt klassifizierte sie aber als Ganggrab. Robert Beltz führte das Grab 1899 als ausgegangen.